# Pillbergstraße
De Pillbergstraße (L53) is een 6,02 kilometer lange Landesstraße (lokale weg) in het district Schwaz in de Oostenrijkse deelstaat Tirol. De weg is een zijweg van de Tiroler Straße (B171) en begint in Pill (556 m.ü.A.). De weg zorgt voor een verbinding met kernen als Niederberg en Pillberg, beide behorend tot de gemeente Pill. De weg loopt nog verder omhoog, alleen niet als Landesstraße, naar Hochpillberg (1347 m.ü.A.).